# Deep Web (documental)
Deep Web es un documental de 2015  dirigido por Alex Winter, que cubre eventos acontecidos sobre Silk Road, Bitcoin y política de la Internet profunda.
El documental cubre el juicio a Ross Ulbricht, creador de Silk Road, e incluye entrevistas con el redactor de Wired Andy Greenberg y el desarrollador Amir Taaki. Deep Web cuenta también con entrevistas de la película Bill & Ted y el entusiasta de Bitcoin Keanu Reeves.
El documental se estrenó en el festival South by Southwest de 2015 y el 31 de mayo de 2015 se emitió en la cadena de televisión Epix.